# 結城晴朝
結城晴朝（日语：／ Yūki Harutomo，1534年9月18日—1614年8月25日）是日本戰國時代至江戶時代初期的武將。下總國的戰國大名。結城氏第17代當主。父親是小山高朝。

## 生平

### 繼承家督
在天文3年（1534年）8月11日出生，家中三男。在元服時，領受古河公方足利晴氏的偏諱，改名為晴朝。弘治2年（1556年），參與海老島合戰，進攻小田氏的小田城。永祿2年（1559年）8月，伯父結城政勝死去，政勝的嫡男明朝亦已死去，於是繼承結城氏的家督。此時被養父政勝所迫，寫下與實父小山高朝切斷親子關係的起請文，並送予古河公方的使者（實質是北條氏的名代）瑞雲院周興（『乘國寺文書』「小山高朝書狀」）。

### 關東爭亂
永祿3年（1560年），佐竹氏與宇都宮氏、小田氏一同率領大軍攻來，不過在此時死守居城結城城並將其撃退，於是多方達成和議。同年，因為佐竹氏的邀請，越後國的長尾景虎（上杉謙信）擁立關東管領上杉憲政而遠征，此時繼承伯父政勝的外交路線，於是投向古河公方足利義氏（晴氏的兒子）和北條氏，在景虎就任關東管領後，轉向反北條勢力。在元龜元年（1570年）攻入小田領地，在平塚原之戰中與小田氏治爆發激烈衝突。在繼承政勝的路線，希望再興並擴大結城氏，與同樣在探索於北條氏和上杉氏之間生存的實家小山氏對立，不斷與實父小山高朝交戰。天正元年（1573年），在高朝死去之際，作為敵人結城氏的當主，於是令結城氏菩提寺兼與高朝有親交的乘國寺住職代為燒香。
天正4年（1576年），兄長小山秀綱向北條氏照降伏，翌年（1577年），受到北條氏進攻。此時因為沒有嗣子而在同年12月迎宇都宮廣綱的兒子朝勝為養子，令自身的妹妹嫁給佐竹義重（朝勝的母親的兄長）之下的江戶重通。而那須資胤亦把女兒嫁給佐竹義重的嫡男德壽丸（後來的佐竹義宣）等，通過婚姻關係聯合周邊領主，以抵抗北條氏的攻擊。

### 豐臣時期
後來臣從於豐臣秀吉，在天正18年（1590年）參加小田原征伐，成功保著所領。在向秀吉臣從時，通過水谷勝俊向秀吉請求結成養子關係，秀吉令養子秀康（德川家康次男）迎娶晴朝的養女鶴子，於是晴朝迎秀康為養嗣子，讓出家督給秀康（一時期向其賜予一字（「朝」字）而改名為秀朝）並隱居（不過根據市村高男的研究，此時早已隱居，亦已將家督讓予朝勝。實際上，從天正15年（1587年）開始至天正18年（1590年）4月間，沒有在關於結城氏的知行、官途、受領名的文書使用花押（一說在天正14年（1586年）春天以後，患上重病，在8月期間不能作花押和乘馬））。天正18年（1590年）5月，奪去投向北條方的小山秀綱的小山城和榎本城，朝勝與實兄宇都宮國綱一同在秀吉之下參戰，因此這段時期復歸為結城氏當主，而朝勝則返回實家宇都宮家。

### 德川時期
關原之戰後，在慶長9年（1604年）跟隨秀康轉封至越前國。這段時期，秀康以及附近的人都希望回復德川氏。慶長12年（1607年），秀康死去，繼承人忠直（秀康的嫡男）捨棄結城姓而改姓松平。起初，晴朝為了守護由鎌倉時代以來結城家的所領和家名，與生父小山高朝、養子結城朝勝切斷關係而以秀康為繼承人，結城姓卻被忠直捨棄，因此他受到一定打撃（在『乘國寺文書』中留下的書狀文中記述「朝光以來不安名字付上的瑕疵事」（朝光以来不安名字ニ付瑕疵事）、「外聞內儀失面目，先祖迄付疵申事」（外聞内儀失面目、先祖迄付疵申事），顯示出對自結城朝光以來的家名存續非常執著）。於是，晴朝向家康請求養育秀康的五男直基，並令其繼承結城家。還有請求回歸舊領結城，編纂一族的家系圖、過去帳、家傳等，收納到在結城的結城氏寺社等地方。
在慶長19年（1614年）7月20日於越前國北之庄（一說中久喜城，現今茨城縣結城市，一部栃木縣小山市）死去。享年80歲。繼承人是結城直基。

## 死後
死後，結城氏的血脈斷絕。直基在寬永3年（1626年）以後復稱松平姓，不過直基的子孫前橋松平家一直使用晴朝、秀康以來結城家的家紋（結城巴、太閤桐），而結城氏的祭祀亦由前橋松平家繼承。

## 外部連結
- 武家家伝＿結城氏 （页面存档备份，存于）